# Iglesia de San Juan Bautista (Pushkin)
La Iglesia de San Juan Bautista (en ruso: Церковь Иоанна Крестителя) es una iglesia católica situada en (Pushkin) un municipio integrado en el Gran San Petersburgo, a 25 kilómetros de la "capital del norte" de Rusia. Depende de la Arquidiócesis de Moscú y el decanato del noroeste.
La primera iglesia católica en Tsárskoye Selo (residencia imperial) se construyó en 1811, en una propiedad del maestro de ceremonias de la corte (Ceremoniemeister), el comandante Mezonaïev; pero la iglesia no fue suficiente para las necesidades de la comunidad. Por esto el emperador Alejandro autorizó la construcción de una nueva iglesia en otro terreno donado por él. Finalmente se construyó en estilo neoclásico entre 1823 y 1825 por los arquitectos  Leone y Domenico Adamini. La primera piedra fue bendecida el 24 (6) de julio de 1825, fiesta de San Juan Bautista, con la presencia del ministro de Educación y la iglesia fue consagrada por el obispo de Minsk, el 21 de noviembre (4 de diciembre) de 1826.
El sacerdote local, que era al mismo tiempo administrador apostólico de la región, fue detenido por actividades antibolcheviques en 1929 y deportado al campo de Solovki, antes de ser liberado en septiembre de 1932 y deportado a Polonia.
La iglesia se cerró en abril de 1938 y se convirtió en un gimnasio. Personas enterradas en la iglesia están enterrados en el cementerio de Nuestra Señora de Kazan en la ciudad.
La iglesia sufrió daños durante el período de la ocupación alemana de la ciudad durante el sitio de Leningrado. La primera ceremonia católica después de la caída de la URSS, se llevó a cabo el 17 de marzo de 1991,  en presencia de siete feligreses católicos. La misa se celebró el domingo siguiente. El 1 de octubre de 1997, la iglesia fue devuelta oficialmente a la parroquia católica de la ciudad, de acuerdo con la gestión de los museos nacionales de Tsárskoye Selo, propietaria del edificio.
Hoy es atendida por dos sacerdotes españoles y frecuentemente instituciones escolares acuden a rehabilitar la iglesia en distintos momentos del año para tratar de arreglar el daño que el comunismo y la guerra han hecho a esta edificación sagrada.

## Véase también

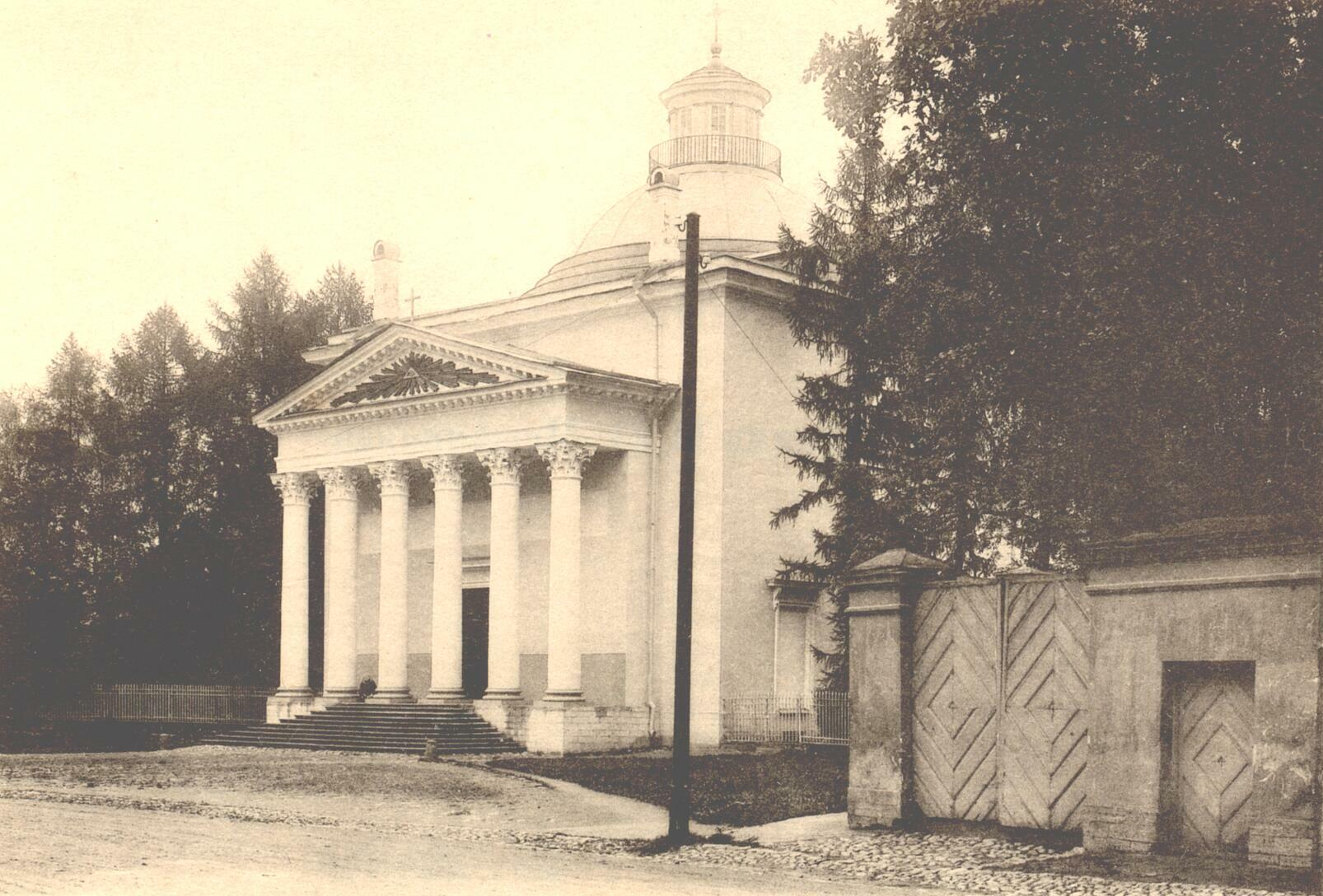
La Iglesia en 1890